# مکلندون-چیزهولم (تگزاس)
مکلندون-چیزهولم، تگزاس (به انگلیسی: McLendon-Chisholm, Texas) یک شهر در ایالات متحده آمریکا با جمعیت ۹۱۴ نفر است که در تگزاس واقع شده‌است.

## موقعیت جغرافیایی
موقعیت جغرافیایی شهرها و مناطق اطراف به شرح زیر است: